# 大王製紙
大王製紙株式会社（だいおうせいし、英: Daio Paper Corporation）は、愛媛県四国中央市と東京都千代田区に本社を置く日本の大手製紙メーカーである。とりわけ、家庭用品「エリエール」のブランドで知られる。みどり会の会員企業であり三和グループに属している。

## 概要
紙・板紙の生産量は約270万トン（2013年（平成25年））であり、生産量基準で日本国内では日本製紙・王子製紙・王子マテリアに次ぐ国内第4位の規模を持つ。紙パルプ関連の連結売上高を基準とすると世界で第20位、国内では王子製紙・日本製紙・丸紅・レンゴーに次ぐ第5位。洋紙では新聞用紙・印刷情報用紙・包装用紙・衛生用紙、板紙では段ボール原紙などと、製品は多岐にわたる。このうち衛生用紙は生産量基準の国内市場占有率（シェア）が約15%で首位。
売上高は約4,000億円（連結、2013年3月期）。事業セグメントは新聞用紙・印刷用紙・段ボールなどの部門からなる「紙・板紙事業」、衛生用紙・おむつ・ナプキンなど最終的に一般消費者へ販売される製品の部門からなる「ホーム&パーソナルケア事業」と、「その他事業」を加えた3つ。各セグメントの売上高が全売上高に占める割合は、それぞれ約68%・30%・2%である。
愛媛県宇摩郡三島村（現在の四国中央市）出身の井川伊勢吉が1941年（昭和16年）に設立した四国紙業株式会社を前身とし、四国紙業など14社が1943年（昭和18年）に合併して発足した会社である。

## 沿革
大王製紙は、「製紙工業企業整備要綱」（1942年9月4日付商工省通牒）に基づき、四国紙業など14の企業が合同して1943年（昭和18年）に和紙の製造販売を目的として設立された。当初は和紙の製造・販売であったが、戦後の1947年（昭和22年）から洋紙の製造も開始した。
1962年（昭和37年）、支払手形1億6900万円が不渡りとなり、自主再建を断念し、会社更生法の適用を申請した。紙市場の不況と原料高という負担に加え、積極経営による無理な設備投資が重なって収益と資金繰りの両面が悪化、そのため大口の債権者と経営再建について話し合っていたが、折り合いがつかず会社更生法申請に至った。1964年（昭和39年）からは更生会社としてスタートするが、その後の業績回復によって1年余りで更生手続きを終了した。
1979年（昭和54年）、ティッシュペーパー「エリエール」の販売を開始し、家庭紙分野に参入した。スコッティ・クリネックス・ネピアなどの大手メーカーの先発ブランドがある中での進出であったが、7年後の1986年（昭和61年）にはシェア首位にまで拡大した。品種も、ティッシュペーパーの半年後にトイレットペーパー、1980年（昭和55年）に紙おむつ、1981年（昭和56年）にタオルペーパー、1982年（昭和57年）に生理用ナプキンと、順次拡大していった。
1989年（平成元年）、東の拠点として秋田市（秋田港飯島地区）への進出を発表した。秋田県の誘致に応えてのことで、紙パルプ一貫工場を建設し、1995年（平成7年）の操業開始を目指した。しかしこの計画は頓挫し、2000年（平成12年）に建設を断念するに至った。
2007年（平成19年）、アメリカ合衆国を本拠とするプロクター・アンド・ギャンブル (P&G) から、日本における「アテント」（大人用紙おむつ）の商標権・生産施設など事業全般を取得した。この結果、大人用紙おむつのシェアは1割弱から2割弱へ上昇、ユニ・チャームに次いで日本国内2位となった。
2011年（平成23年）、東南アジア向け紙おむつの生産拠点とすべくタイの現地企業と合弁企業を設立した。続いてベトナムの製紙会社に資本参加し、東南アジアへの販売増を図っている。また、国内市場においてもペットシーツ「エリエール Elulu(エルル)」の販売開始し、ペット用品事業に参入した。
2017年（平成29年）には、日清紡ホールディングスの紙事業を買収し、同社子会社であった日清紡ペーパープロダクツを子会社化。社名をダイオーペーパープロダクツに改め、同社が販売する製品に当社の家庭向け製品に用いている「エリエール」が付けられるようになる。2018年（平成30年）に営業部門の統合に伴い順次大王製紙での取扱に移行された。

### 年表
- 1943年（昭和18年）5月5日 - 四国紙業ほか14社が合併し、大王製紙株式会社設立[7][8]。
- 1945年（昭和20年）12月 - 生産設備を三島工場に集約[8]。
- 1947年（昭和22年） - 洋紙生産開始[7]。
- 1956年（昭和31年）4月 - 銅山川製紙を買収。大王製紙川之江工場とする[8]。
- 1956年（昭和31年）
  - 2月27日 - 店頭公開[19]。
  - 8月 - 大阪証券取引所（大証）に上場[8]。
- 1957年（昭和32年）7月15日 - 東京証券取引所（東証）に上場[19]。
- 1958年（昭和33年）4月22日 - 西日本パルプ株式会社を合併[20]。
- 1962年（昭和37年）5月7日 - 会社更生法の適用を申請[9]。
- 1963年（昭和38年）12月 - 上場廃止[8]。
- 1965年（昭和40年）4月9日 - 松山地方裁判所西条支部の会社更生手続終結決定があった[10]。
- 1979年（昭和54年）4月1日 - ティッシュペーパー「エリエール」販売開始[11]。家庭紙事業参入。
- 1982年（昭和57年）11月 - 大証2部に再上場[8]。
- 1983年（昭和58年）6月 - 名古屋パルプ株式会社を買収[8]。子会社化。
- 1984年（昭和59年）9月 - 大証2部から1部に指定替え[8]。
- 1988年（昭和63年）2月 - 東証1部に再上場[8]。
- 1996年（平成8年）4月26日 - いわき大王製紙株式会社を設立[21]。
- 2001年（平成13年）4月1日 - 特定規模電気事業者 (PPS) として電力の小売を開始[22]。
- 2006年（平成18年）12月 - 北越製紙(現北越紀州製紙)との技術提携契約を締結[23]。
- 2007年（平成19年）
  - 4月1日 - 子会社の名古屋パルプを吸収合併し、大王製紙可児工場とする[24]。
  - 5月 - 大証1部の上場を廃止[8]。
  - 9月1日 - P&Gジャパンより紙おむつブランド「アテント」を取得、大王製紙による販売を開始[15]。
- 2008年（平成20年） - 三島工場に再生填料(脱インキ粕)製造設備稼働。
- 2009年（平成21年） - 古紙パルプと間伐材パルプを組み合わせたコピー用紙「木になる紙」を発売。
- 2010年（平成22年） - 新・潤いティシュー「エリエール+Water」を発売。
- 2011年（平成23年）
  - 1月4日 - タイにおいて、「エリエール インターナショナル タイランド」(ELLEAIR INTERNATIONAL(THAILAND) CO.,LTD.) を設立。2012年（平成24年）1月より現地工場でベビー用紙おむつの製造を開始予定[16]。
  - 3月1日 - ペットシーツ「エリエール Elulu(エルル)」の販売開始。ペット用品事業参入。[18]。
  - 4月25日 - ベトナムの家庭紙・板紙メーカーのサイゴンペーパー (Saigon Paper Corporation) に資本参加したことを発表[17]。
  - 9月16日 - 代表取締役会長（当時）の井川意高が連結会社から個人的に巨額の借入れをしていたことが判明し、辞任（大王製紙事件）[25]。
- 2012年（平成24年）
  - 1月14日 - この日行われた取締役会で連結子会社37社のうち、24社を持分法適用関連会社へ変更、4社を連結範囲から外す連結範囲の変更を決議したことを発表[26]。13日後の1月27日に行われた取締役会では監査法人からの指摘により、連結子会社の1社が持分法適用関連会社へ変更し、同時に持分法適用関連会社としていた2社のうち、1社は連結範囲から外れ、1社は持分法適用関連会社の子会社に変更する連結範囲の再変更を決議したことを発表[27]。
  - 8月15日 - 前年の事件以降創業家の影響力排除を目指す経営陣と創業家の井川一族との対立が続いていた[28]が、井川一族が大王製紙及び関連会社の株式を北越紀州製紙へ譲渡することで合意し、北越紀州製紙が19.6%（総株主の議決権の数に対する割合は22.2%）を保有する筆頭株主となった。これにより、大王製紙は北越紀州製紙の持分法適用関連会社となり、同族経営も終了した。なお北越紀州製紙に譲渡された関連会社株式は大王製紙が買い戻した[29]。
- 2013年（平成25年）
  - 4月1日 - 経営再建の一環として、子会社28社（うち、連結子会社17社）を再編[30]。
    - 段ボール会社は中部大王製紙パッケージを存続会社として5社を吸収合併し、大王パッケージに商号変更。
    - 販売会社は大建紙販売を存続会社として3社を吸収合併し、大王紙パルプ販売に商号変更。
    - 物流会社は大王紙運輸を存続会社として5社を吸収合併し、ダイオーロジスティクスに商号変更。
    - H&PC加工品生産会社はダイオーペーパーコンバーティングを存続会社としてエリエールペーパーテックを吸収合併し、エリエールプロダクトに商号変更。
    - 三島工場構内の原材料関係会社はセカンドリーファイバーを存続会社として四国エネルギー作業を吸収合併し、ダイオーエコワークに商号変更。
    - 三島工場構内の製紙工程会社はダイオーペーパーテックを存続会社として2社を吸収合併し、ダイオーミルサポートに商号変更（逆さ合併による統合）。
    - エンジニアリング会社はダイオーエンジニアリングを存続会社としてダイオーメンテナンスを吸収合併。
    - ゴルフ場運営会社はエリエールリゾーツゴルフクラブを存続会社としてエリエール商工を吸収合併。

  - 8月12日 - 特種東海製紙との資本・業務提携を発表[31]。
- 2014年（平成26年）4月1日 - 経営再建の一環として、印刷会社3社と制作会社を一体化する再編を行い、末広印刷を存続会社として3社を吸収合併し、ダイオープリンティングに商号変更[32]。
- 2015年（平成27年）
  - 4月1日 - 経営再建の一環として、大王パッケージを存続会社として段ボール会社3社を吸収合併し、段ボール会社の1社集約化を完了[33]。
  - 8月20日 - 「エリエール」のブランドロゴを14年ぶりに改定し、3代目に移行[34]（同日付でTVCMや提供テロップが3代目ブランドロゴに変わり、製品へも2015年9月発売の新製品から順次反映される）。
- 2016年（平成28年） - セルロースナノファイバー（CNF）のパイロットプラントを設置、稼働開始。大王製紙グループ「経営理念」「行動規範」を改定。株主優待制度を導入。
- 2017年（平成29年）
  - 4月3日 - 日清紡ホールディングスの紙製品事業を買収[35]。日清紡ホールディングスの紙製品事業を会社分割により継承した日清紡ペーパープロダクツの全株式を取得して完全子会社化し、ダイオーペーパープロダクツに商号変更されると同時に、同社子会社のダイオーポスタルケミカル（日清紡ポスタルケミカルから商号変更）、大和紙工、東海製紙工業及び海外子会社1社の4社を当社グループに組み込む[36][37]。
  - 6月 - 三浦印刷を完全子会社化。
- 2018年（平成30年）
  - 1月 - 子会社のダイオーペーパープロダクツの営業部門を統合。
  - 7月1日 - 子会社のエリエールペーパーを吸収合併[38]。
- 2019年（令和元年）12月12日 - 民事再生法適用を申請した千明社の民事再生スポンサーとなる。これに先んじて、事業を譲受する受け皿会社として、同年12月5日に子会社であるダイオープリンティングの子会社として、千明社（新社）を設立[39]。
- 2020年（令和2年）
  - 1月7日 - 孫会社の千明社（新社）が、千明社（旧社）から事業を譲受[39]。
  - 7月1日 - 子会社のダイオーロジスティクスが、鬼怒川ゴム工業からケイジー物流全株式を取得してケイジー物流を完全子会社化[40][41]。
- 2021年（令和3年）7月1日 - 孫会社のケイジー物流の商号をダイオーエクスプレスへ変更したと同時に、ダイオーエクスプレスがトランスパックを吸収合併[42]。
- 2022年（令和4年）4月1日 - 子会社のダイオープリンティングが、同じく子会社の三浦印刷、ダイオーポスタルケミカル、大和紙工及び千明社を吸収合併し、ダイオーミウラへ商号変更[43]。
- 2023年（令和5年）4月1日 - 子会社のダイオーロジスティクスが、同じく子会社のダイオーエクスプレスを吸収合併[44]。

## 事業所

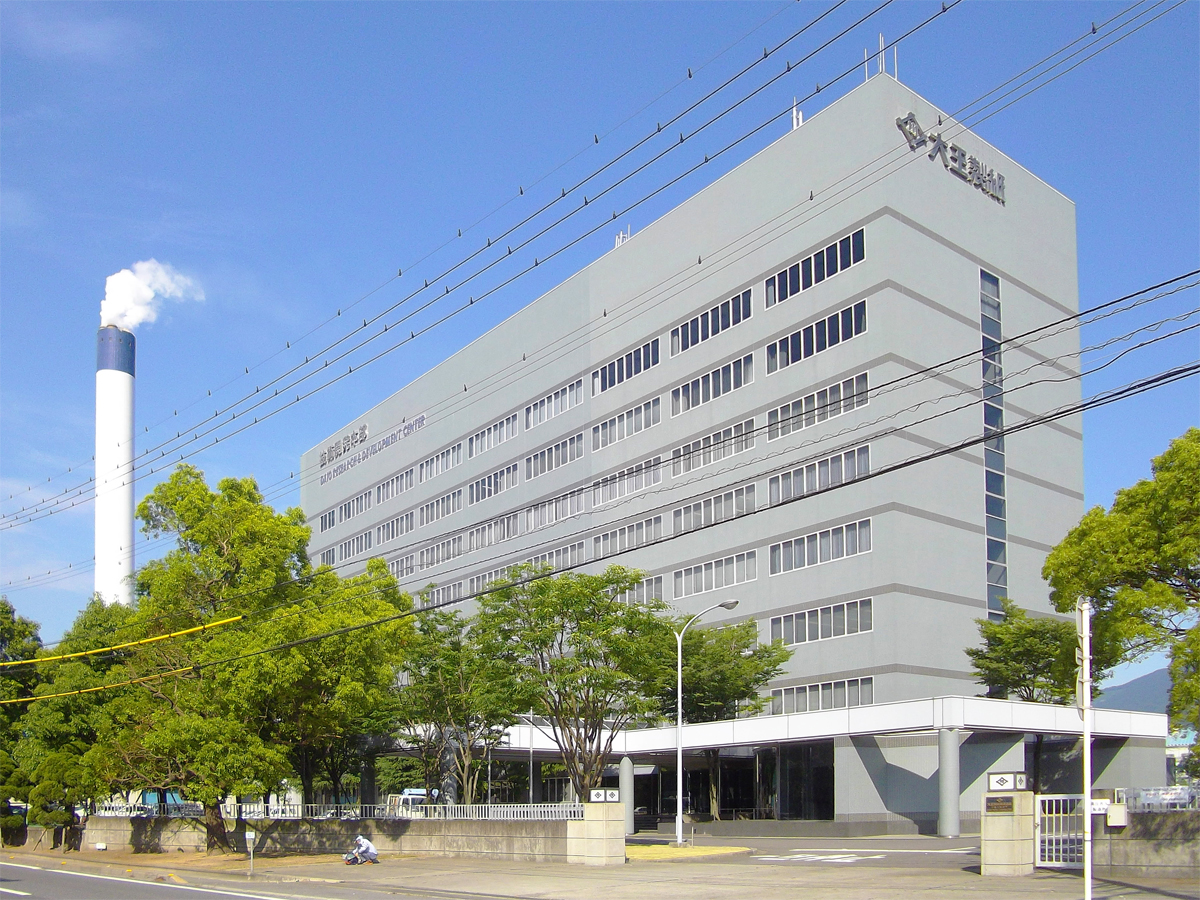
技術開発本部（愛媛県四国中央市）

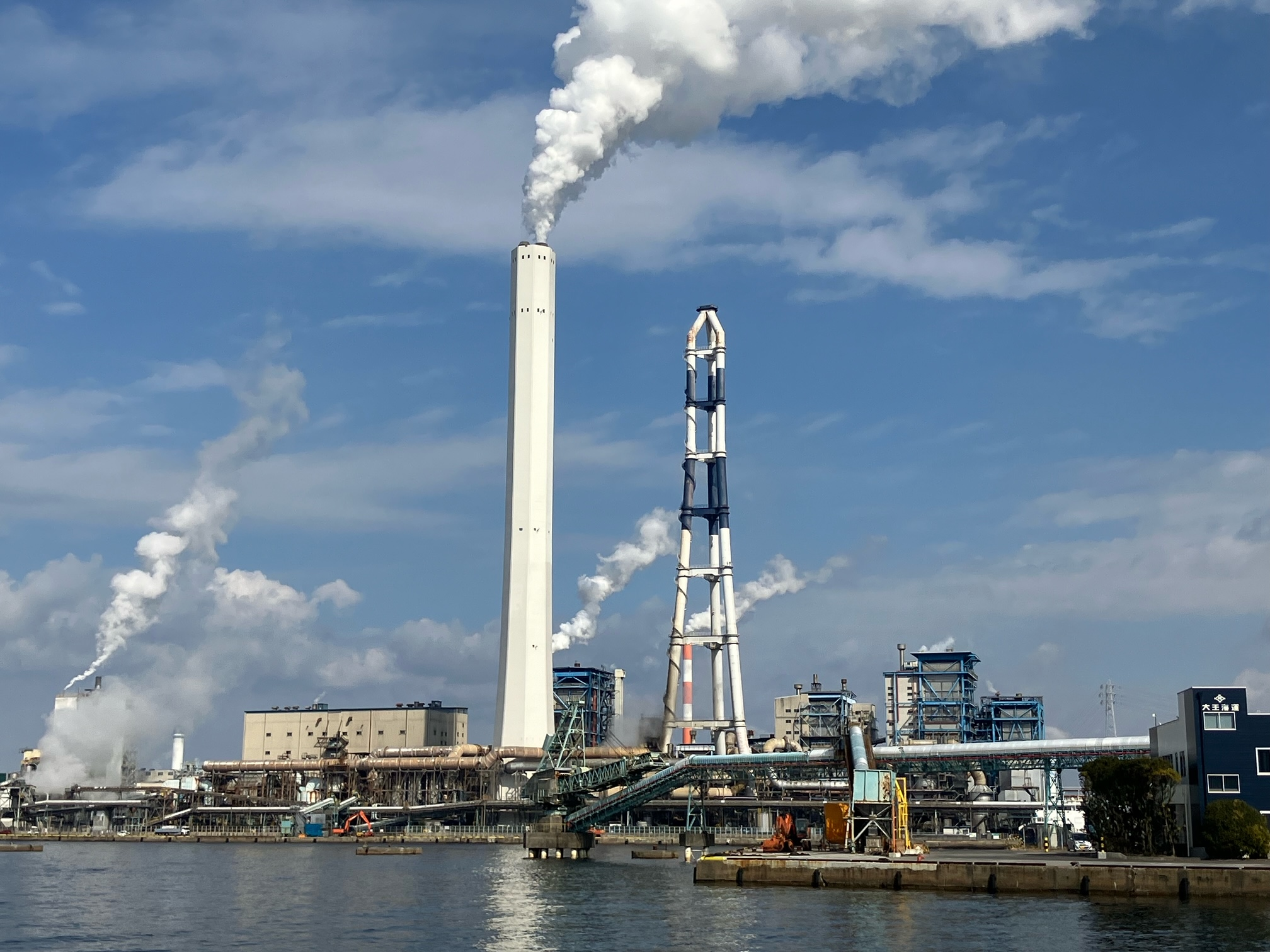
大王製紙三島工場（エリエールタワー）

### 本社・支店
- 本社
  - 四国本社： 愛媛県四国中央市三島紙屋町628
  - 東京本社： 東京都千代田区富士見2丁目10-2　飯田橋グラン・ブルーム
    - 登記上の本店は四国本社となっている。1989年（昭和64年）1月から東京本社との二本社制を採用している
- 支店
  - 大阪支店： 大阪市中央区備後町4丁目1-3 御堂筋三井ビル
  - 名古屋支店： 名古屋市中区丸の内1丁目16-4　BPRプレイス名古屋丸の内
  - 九州支店： 福岡市博多区博多駅前2丁目6-10 FKビル

### 生産拠点
- 工場
  - 三島工場： 愛媛県四国中央市三島紙屋町5-1
  - 可児工場： 岐阜県可児市土田500
    - 三島工場は三島川之江港に面する臨海工場で、約1.3km2の敷地を持つ。どちらの工場でも印刷用紙・情報用紙・包装用紙・衛生用紙を生産するが、新聞用紙と段ボール原紙は三島工場でのみ生産している[7]。

## 主要商品
同社が販売する家庭用品については「エリエール」の項目を参照。

## グループ企業
大王製紙グループは、大王製紙とその連結子会社29社（国内23社、海外6社）で構成される（2015年（平成27年）4月1日時点）。紙・パルプ製品および紙加工製品の製造販売を主体に、関連する原材料の調達、物流などの事業を展開している。
グループ企業のうち、大王製紙と同じく紙製品の製造・販売に従事する製紙会社は、いわき大王製紙株式会社（福島県いわき市）・大津板紙株式会社（滋賀県大津市）・エリエールペーパー株式会社（静岡県富士宮市）・ダイオーペーパーテクノ株式会社（岡山県津山市）・大日製紙株式会社（静岡県富士市）・丸菱ペーパーテック株式会社（愛媛県四国中央市）の6社。そのうちエリエールペーパー・ダイオーペーパーテクノの2社がティッシュペーパー・トイレットペーパー等の家庭紙を生産する。
2011年9月時点で連結子会社だった37社のうち28社は、大王製紙が過半数の株式を保有しているわけではなく、創業家が子会社の大株主かつ役員であることから、大王製紙の連結子会社となっていた。前会長の背任事件が子会社の支配を背景としていたことから、大王製紙が直接の子会社とする方向で、創業家と株式買い取りの交渉が行われた。また、上記事件により、創業家が子会社役員を退任したため、一時的に、子会社のうち24社が持分法適用会社（うち1社は持分法適用の子会社）に変更となり、5社が連結対象外の会社となって、連結子会社は8社となった。2012年2月、大王製紙は連結子会社でなくなった会社のうち一部について株式を追加取得。2012年3月時点では連結子会社19社、持分法適用会社17社となった。
2012年第二四半期に、創業家が北越紀州製紙に譲渡した関連会社株式を大王製紙が取得し、2011年9月時点で連結子会社でなかった6社を含め、連結子会社は43社となった。2013年4月1日に、連結子会社17社・非連結子会社10社を合併し、連結子会社7社・非連結子会社1社とする再編を実施。2014年4月1日に、連結子会社1社が連結子会社2社・非連結子会社1社を吸収合併している。このほか海外子会社が2013年度内に2社、2014年度内に2社が新たに連結対象となり、国内連結子会社は2013年度内に1社が売却、1社が清算、2014年度内にさらに1社が清算されたため、2015年3月末時点の連結子会社は32社となっている。
段ボール・紙器
- 大王パッケージ株式会社（段ボールシート・ケースの製造並びに販売）

印刷
- ダイオーミウラ株式会社（印刷並びに紙器製造･販売業、産業機器販売業、物流業、不動産賃貸業）

製紙
- いわき大王製紙株式会社（新聞用紙・段ボール原紙の製造）
- 大日製紙株式会社（機能紙・特殊板紙・洋紙の製造並びに販売）
- 大津板紙株式会社（段ボール原紙・その他加工原紙の製造並びに販売）
- ダイオーペーパーテクノ株式会社 加古川工場（旧・ハリマペーパーテック株式会社(兵庫県加古川市)：カラーライナー、特殊ライナー等の製造並びに販売）
- ダイオーペーパーテクノ株式会社（旧・大成製紙株式会社：段ボール原紙の製造、ティッシュペーパー、トイレットペーパーの製造並びに加工）
- 丸菱ペーパーテック株式会社（特殊紙の製造並びに加工）

加工
- ダイオーミルサポート株式会社（紙・板紙製品及び包装資材の製造・加工並びに販売等）
- エリエールテクセル株式会社（粘着加工品の製造）

H&PC（ホーム&パーソナルケア）生産会社
- エリエールペーパー株式会社 赤平工場（旧・赤平製紙株式会社(北海道赤平市)：ティッシュペーパー・トイレットペーパー・キッチンタオルの原紙の製造・加工）
- エリエールプロダクト株式会社（家庭紙の開発・生産）
- エリエールペーパーテクノロジー東海株式会社（旧・エリエールパッケージング印刷株式会社：家庭紙製品、原材料の製造販売）
- ダイオーペーパープロダクツ株式会社（旧・日清紡ペーパープロダクツ株式会社：家庭紙、洋紙、紙加工製品等の製造および販売）

エンジニアリング
- ダイオーエンジニアリング株式会社（環境関連設備(リサイクル・バイオマス利用、大気浄化、水質浄化、省エネルギー)のエンジニア事業、電子機器(電子制御機器、電子機器)の製造並びに販売）

運輸
- ダイオーロジスティクス株式会社（一般貨物自動車運送事業、貨物利用運送事業、貨物利用運送事業、倉庫の管理）

流通
- 東京紙パルプ交易株式会社（パルプ・紙板紙の輸出販売及び輸入並びに国内仕入れ販売、コート白ボールの輸入並びに国内仕入れ販売、家庭紙資材・石炭・チップの輸入販売、紙オムツ・生理用ナプキン等家庭紙用品の輸出販売並びに三国間貿易）
- 株式会社EBS
  - （旧・東京紙パルプインターナショナル株式会社：パルプの輸出入販売、家庭紙資材・石炭・チップ・コート白ボール等の輸入販売、紙オムツ・生理用ナプキン等家庭紙製品及び紙板紙の輸出販売、印刷用紙・情報用紙等の国内販売）
  - （旧・大王紙パルプ販売株式会社：紙・板紙、パルプ並びに紙加工品・紙関連商品の販売）
  - （旧・エリエールビジネスサポート株式会社：業務用製品(ペーパータオル、産業用ワイプ、厨房用紙製品、ティシュペーパー、トイレットペーパーなど)の販売）

サービス
- 株式会社エリエールリゾーツゴルフクラブ（ゴルフ場の運営）

海外
- フォレスタル・アンチレ（チリにおける植林、木材の加工・輸出販売）
- エリエールインターナショナルコリアCo.,LTD（韓国・ソウル特別市：紙製品・紙加工・衛生用品の輸出入・販売）
- エリエールインターナショナルタイランドCo.,LTD（タイ・ラヨーン県：紙おむつの製造・販売(輸出入含む)）
- 大王（南通）生活用品有限公司（中国・南通市：紙おむつの製造・販売(輸出入含む)）
- PT.エリエールインターナショナルトレーディングインドネシア（インドネシア・ジャカルタ：紙おむつの販売(輸出入含む)）
- PT.エリエールインターナショナルマニュファクチャリングインドネシア（インドネシア：紙おむつの製造）
- オレゴンチップターミナルINC（米国・オレゴン州：チップの生産販売）

### かつてのグループ企業
- 四国紙販売 - 大王製紙の直系代理店として設立。2014年に大王製紙及び関連会社が所有する株式を売却し、連結子会社から離脱。
- 大王海運 - 大王製紙の物流関連会社として設立。現在は井川俊高（井川伊勢吉の三男）とその親族が株式を所有。

## 創業家「井川家」
長らく大手製紙メーカーの中で唯一のオーナー企業であったが、2011年（平成23年）9月に発覚した井川意高会長（当時）の子会社からの巨額融資事件以降、創業家は大王製紙の経営トップから一掃された。しかし、創業家は紙おむつ等の製造・販売を行なう多くのグループ会社の株式50%超を握っており、引き続きグループに影響力を保持している。
- 井川伊勢吉（いかわ いせきち、1909年〈明治42年〉11月7日 - 1990年〈平成2年〉7月4日）
大王製紙創業者。愛媛県宇摩郡三島村（現在の四国中央市）出身。先代・井川伊勢吉の長男[49]。高小を出るとすぐ家業のクズ紙原料商を手伝った[50]。1943年（昭和18年） - 1964年（昭和39年）・1965年（昭和40年） - 1987年（昭和62年）に大王製紙社長、1987年（昭和62年） - 1990年（平成2年）に大王製紙会長。
- 井川高雄（いかわ たかお、1937年〈昭和12年〉8月28日 - 2019年〈令和元年〉9月19日） 
井川伊勢吉の長男[49]で、創業家2代目。1962年（昭和37年）、大学卒業とともに大王製紙に入社するも、同時に大王製紙が会社更生法を申請。一旦関係会社に出向し、更生手続終結の1965年（昭和40年）に大王製紙に戻る。1987年（昭和62年） - 1995年（平成7年）に大王製紙社長（3代目は創業家でない大沢保）。1995年（平成7年） - 1999年（平成11年）に大王製紙会長。大王製紙の中興の祖とも言われる。会長退任後も、大王製紙最高顧問として経営に影響を与える存在であったが、2011年（平成23年）10月28日付で解嘱。
- 井川俊髙（いかわ としたか、1941年〈昭和16年〉7月3日 -）
井川伊勢吉の三男。大王海運グループのオーナー[51]。愛媛県四国中央市名誉市民。
- 井川意高（いかわ もとたか、1964年〈昭和39年〉7月28日 - ） 
井川高雄の長男で創業家3代目。4代目社長・二神勝利（2001年（平成13年） - 2007年（平成19年））の後を継いで、2007年（平成19年）6月 - 2011年（平成23年）6月大王製紙社長（5代目）。2011年（平成23年）6月 - 9月16日会長（6代目社長は佐光正義に）。カジノで賭博に興じるために複数の子会社から個人的に巨額の融資を受けていたとの問題発覚を受けて、2011年（平成23年）9月16日に会長を辞任。11月22日、特別背任の容疑で東京地方検察庁特別捜査部に逮捕され、2013年に実刑判決が確定した（大王製紙事件）。
- 井川高博（いかわ たかひろ、1966年〈昭和41年〉3月20日 - ） 
井川高雄の二男、井川意高の実弟。大王製紙元取締役（2012年（平成24年）6月27日辞任）、大成製紙社長。レーシングドライバーとしても知られる[52]。2015年7月に童夢のオーナーに就任する[53]。
- 井川和一（いかわ わいち）
井川伊勢吉の実弟[54]。カミグループの創業者。大王製紙相談役[54]。弟に井川重樹[54]。
- 井川勝正（いかわ かつまさ）
井川和一の長男。カミ商事社長[54]。
- 井川重樹（いかわ しげき）
井川伊勢吉の義弟。タイカワグループ創業者。大王製紙相談役。[55]
- 井川直樹（いかわ なおき）
井川重樹の孫。兵庫パルプ代表取締役[56]。日本青年会議所2012年度会頭[57]。

## その他
- 大王製紙エリエールレディスオープン - 同社主催の女子ゴルフトーナメント。
- 24時間テレビ 「愛は地球を救う」 - 日本テレビが年に1回放送しているチャリティー番組。「エリエール」名義でスポンサーとして参加している。
- 高速戦隊ターボレンジャー - 第40話で工場がロケに使用された。